# آنا سيوارد
آنا سيوارد (بالإنجليزية: Anna Seward)‏  (12  ديسمبر 1742 - 25 مارس 1809) شاعرة رومانسية إنجليزية من القرن الثامن عشر، كثيرًا ما تُدعى باسم «بجعة ليتشفيلد».

## حياتها

### حياة العائلة
كانت سيوارد الابنة الأكبر من الابنتين الباقيتين لتوماس سيوارد (1708 - 1790)، مؤلف وكاهن فخري لمدينة ليتشفيلد ومدينة سالزبوري وزوجته إليزابيث. في وقت لاحق، أنجبت إليزابيث سيوارد ثلاثة أولاد آخرين (جون وجاين وإليزابيث) ماتوا جميعًا في مهدهم، واثنين من الأجنة الميتة. رثت آنا سيوارد فقدانهم في قصيدتها «إيّام» (1788).
ولدت آنّا عام 1742 في قرية إيّام وهي قرية صغيرة تشتهر بالتنقيب في منطقة بيك من مدينة ديربيشاير، حيث كان والدها خادم رعيّة، قضت هي وأختها سارة، الأصغر منها بحوالي 16 شهرًا، كل حياتهما تقريبًا في منطقة بيك في مدينة ديربيشاير وليتشفيلد، المدينة الكاتدرائية المجاورة لمقاطعة ستافوردشاير من جهة الغرب، وهي منطقة مقابلة لحدود أقاليم ايست ميدلاندز وويست ميدلاندز.
في عام 1749 عُيّن والدها كاهنًا مقيمًا في كاتدرائية ليتشفيلد وانتقلت العائلة إلى المدينة، حيث علّمها والدها في المنزل بشكل كامل. انتقلت العائلة في عام 1754 إلى قصر الأسقف في حرم الكاتدرائية. عندما توفيت صديقة العائلة السيدة إدوارد سنيد عام 1756، أخذت عائلة سيوارد واحدة من بناتها، أونورا سنيد التي أصحب أختًا لآنا بالتبني. كانت أونورا أصغر من آنا بتسع سنوات. وصفت آنا سيوارد كيف قابلت -هي وأختها- أونورا لأول مرة، أثناء العودة  من نزهة، في قصيدتها  الذكرى السنوية 1769.
توفيت سارة (المعروفة باسم سالي) فجأة في عمر التاسعة عشر بسبب حمى التيفوس 1764. يُقال إن سارة كانت لها شخصية مُحببة، ولكن أقل موهبة من أختها. واست آنّا نفسها بعاطفتها تجاه أونورا سنيد، كما وصفت في «رؤىً» التي كتبتها بعد أيام قليلة من وفاة أختها. تُعبّر سيوارد في القصيدة عن الأمل وبأن أونورا «هذه الزهرة المزروعة» ستأخذ مكان أختها (التي أشارت إليها باسم أليندا) في وجدانها ووجدان والديها.
عاشت آنا سيوارد في قصر الأسقف طوال حياتها، مُعتنية بوالدها خلال السنوات العشر الأخيرة من حياته، بعد أن عانى من نوبة قلبية. عندما توفي عام 1790، تركها مستقلة ماديًا بدخل قدره 400 جنيه إسترليني في السنة. أمضت بقية حياتها في القصر، حتى وفاتها عام 1809.

### التعليم والحياة المهنية
كانت آنّا -الفتاة الصهباء الحساسة- واعية منذ طفولتها المبكرة، واتضح عزمها على التعلم منذ البداية. كان الكاهن سيوارد يحمل تطلعات تقدمية تجاه تعليم الإناث، ألّف «حق الأنثى في الأدب» (1748). شُجعت من قِبل والدها، وقيل إنها كانت قادرة على إلقاء أعمال ميلتون بعمر الثلاث سنوات. حتى في عمر السابعة، حين انتقلت العائلة إلى ليتشفيلد، أدركت أنها تملك موهبة الكتابة. في ليتشفيلد، عاشت العائلة لاحقًا في قصر الأسقف، الذي أصبح المركز لحلقة أدبية تتضمن ايراسموس داروين، سامويل جونسون وجيمس بوزويل، التي عُرضت على آنا وشُجّعت للمشاركة فيها، كما أشارت لاحقًا.
على الرغم من أن مواقف الكاهن سيوارد (وليس مواقف زوجته) تجاه تعليم الإناث كانت تقدمية نسبةً إلى ذلك الوقت، إلّا أنهما لم يكونا متحررين بشكل كبير.
على الرغم من أن والدها كان شاعرًا، إلا أنه حاول كبح شغف آنا للشعر. وعندما أُعطيت الحرية لاختيار دراساتها قررت المضي قُدمًا في نَظم الشعر. كان من ضمن المواضيع التي علّمهم إيّاها علم اللاهوت وعلم الحساب، وكيفية قراءة وتذوّق الشعر، أيضًا كيفية كتابته وإلقائه. من الجدير ملاحظة أنه بالرغم من أنّ حذف العلوم واللغات كان يُعتبر انحرافًا عن المواضيع التقليدية التي تدرسها الإناث في تلك الفترة إلا أن والد آنّا لم يدرّسهم إيّاها، لكنهم كانوا أحرارًا في متابعة ميولهم الخاصة. رغم ذلك، كانت آنا ماهرة في الإطار المنزلي.
من بين العديد من الشخصيات الأدبية التي تحاورت معها آنّا في تلك الفترة  كان السير والتر سكوت، الذي نشر أشعارها لاحقًا بعد وفاتها. شملت حلقتها كتّابًا أيضًا مثل توماس داي وفرانسس نويل كلارك ماندي والسير بروك بوثبي وويلي نيوتن (مُنشد المنطقة)، واعتُبرت قائدة لمجموعة من الشعراء المحليين، وتأثرت بكتُّاب مثل توماس والي وويليام هايلي وروبرت ساوثي وهيلين ماريا ويليامز وهانا مور وسيدات لانغولن. بالإضافة إلى حلقتها الأدبية، كانت آنّا مشاركة في المجتمع القمري في مدينة بيرمنغهام المجاورة، وكانوا يجتمعون أحيانًا في منزل والدها. كان داروين وداي أعضاء في المجتمع القمري وحلقة (مجموعة) ليتشفيلد، رغم ذلك، انسجمت سيوارد مع أعضاء آخرين من هذا المجتمع مثل جوزياه ويدغوود وريتشارد لوفيل ايدغوورث.
خلال الفترة الممتدة بين 1775 - 1781، كانت سيوارد ضيفة ومشاركة في الجلسات التي استهزئ بها كثيرًا والتي كانت تقيمها آنّا ميلر في قرية باثيستون، قرب مدينة باث. إلّا أنه، عُرفت من هذه الجلسات موهبة سيوارد ونُشرت أعمالها في المجلد السنوي للقصائد الملقاة في هذه الجلسات، أعربت سيوارد عن تقديرها لهذا الأمر في قصيدتها «قصيدة لذكرى ليدي ميلر».

### العلاقات
ظلت سيوارد عزباء -بإصرارٍ منها- طيلة حياتها، بالرغم من عروض الزواج العديدة والصداقات، وكانت صريحة جدًا حول موقفها من مؤسسة الزواج، لا تختلف عن بطلة روايتها الشعرية «لويزا»، موقف تردد صداه لاحقًا في روايات ابنة أختها، ماريا ايدغوورث. نبذت الزواج والحب الجنسي، باعتبارهما أدنى منزلة من الصداقة في فلسفة أرسطو التي تقوم على المساواة والعفة.
على أي حال، كان لديها أصدقاء من كِلا الجنسين، لكن كانت تسعى فقط للعلاقات الرومانسية مع النساء. في عام 1985 أشارت ليليان فاديرمان أن ميول آنا سيوارد الجنسي كان مثليًّا، على الرغم من أنه لا تتوفر أدلة كافية على أيٍّ من الشهوانية والجنس في علاقاتها، كذلك، هذا المصطلح مرتبط بالقرن العشرين أكثر مما هو مرتبط بمفاهيم القرن الثامن عشر حول الهوية. على أي حال، منذ عام 1985 ظلت آنّا تابعة للشعراء المثليين. رغم ذلك تقف تيريزا بيرنارد موقفًا معارضًا تجاه هذا الأمر بناءً على دراسة مراسلاتها وليس قصائدها فقط، لكن، في عهد أقرب جادلت باريت بهذا الأمر، بناءً على مصادر أخرى.
يتمحور جزء كبير من المؤلفات المتعلقة بعلاقات سيوارد حول صديقة طفولتها أونورا سنيد، تكشف القصائد الغنائية شغفها تجاه أونورا عندما كانوا سويًّا، ويأسها عندما تزوجت سنيد من ريتشارد ايدغوورث. بالمقارنة مع مراسلاتها، تُظهر قصائدها الكثير المشاعر القوية.

## أعمالها

### المؤلفات

#### الشعر
بدأت آنّا بكتابة الشعر في عمر مبكر بتشجيع من والدها، وهو شاعر مشهور، لكن عكس تمنيات والدتها. في عمر السادسة عشرة غيّر والد آنّا موقفه خوفًا من أن تصبح «امرأة متعلّمة». تلقت التشجيع لاحقًا من الطبيب إيراسموس داروين، لكن علاقتهما كانت معقدة ومتعارضة باستمرار.
تضمنت أشعارها -التي يعود تاريخها إلى 1759 أيّ في عمر السابعة عشرة- المرثيّات والأشعار الغنائيّة، وكتبت أيضًا روايتها الشعرية لويزا (1784)، والتي نُشرت منها خمسة إصدارات، لكنها لم تنشر قصيدتها الأولى حتى عام 1780 في عمر الثامنة والثلاثين. سميّت كتابات سيوارد، التي تضمنت عددًا كبيرًا من الرسائل «الكنّاشات». قال هوريس والبول إنها  «لا تملك مخيلة، ولا إبداعًا». إلا أنه أُثني عليها من قِبل ماري سكوت، التي كتبت بإعجاب شديد عن موقف والدها تجاه تعليم الإناث.
كان عدد من قصائدها -تحديدًا قصائد ليتشفيلد- موجهًا لصديقتها وأختها بالتبني، أونورا سنيد، ووصفت «بأشعار الصداقة الأنثوية».
في عصر كانت النساء فيه تخطو بحذر في نطاق المجتمع، وجدت سيوارد مكانًا لنفسها. يمكن لسيوارد أن تكون عابثة ومغيظة في أعمالها كما في قصيدتها التي تحمل عنوان  «صورة عن الآنسة ليفيت» حول موضوع جميلة ليتشفيلد التي تزوجت لاحقًا بريتشارد ليفيت. ساهمت في كتاب بوزويل «حياة سامويل جونسون» (1791) لكنها لم تكن سعيدة جدًا بالطريقة التي تعامل بها بوزويل مع معلوماتها التي ساهمت بها.
كانت تبعية مؤلفاتها مشكلة مستمرة في تحديد أعمالها، وعُرف عنها بأنها توحي بالقول إن الآخرين نسبوا أعمالها لأنفسهم «يجب أن تقع تهمة السرقة الأدبية في مكان ما».

## روابط خارجية
- آنا سيوارد على موقع الموسوعة البريطانية (الإنجليزية)